# Čína na Letních olympijských hrách 2012

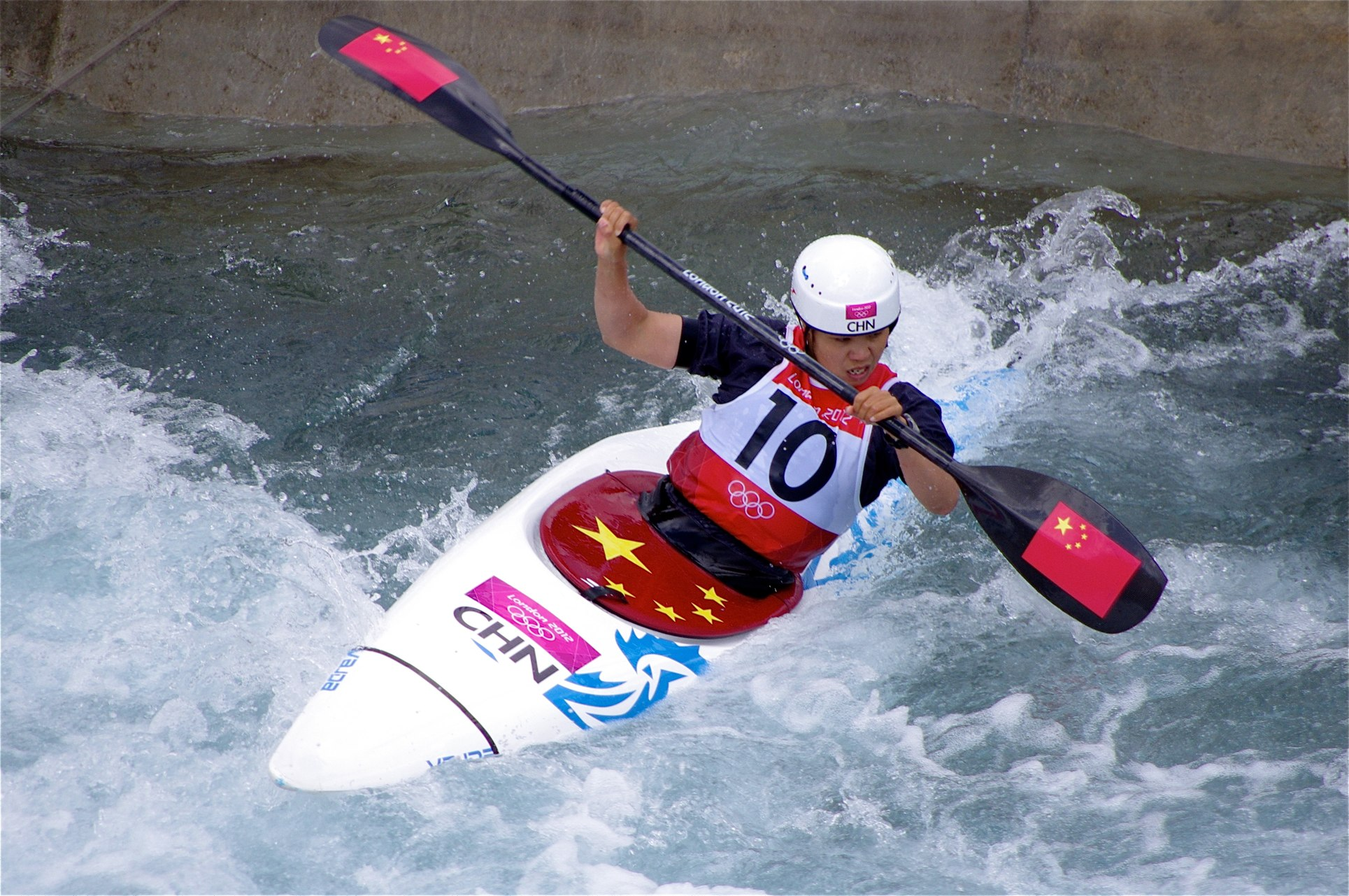
Vodní slalomářka Li Ťing-ťing v semifinálové jízdě kategorie K-1

Čínu na Letních olympijských hrách v roce 2012 v Londýně reprezentuje výprava 621 účastníků, z toho 396 sportovců ve 23 sportech, kromě jezdectví, fotbalu a házené.

## Medailisté
| Medaile | Jméno                                                                                             | Sport                   | Soutěž                                   |
| ------- | ------------------------------------------------------------------------------------------------- | ----------------------- | ---------------------------------------- |
| Zlato   | I S’-ling                                                                                         | Sportovní střelba       | Ženy vzduchová puška 10 m                |
| Zlato   | Wang Ming-ťüan                                                                                    | Vzpírání                | Ženy 48 kg                               |
| Zlato   | Jie Š'-wen                                                                                        | Plavání                 | Ženy 400 m polohový závod                |
| Zlato   | Sun Jang                                                                                          | Plavání                 | Muži 400 m volný styl                    |
| Zlato   | Kuo Wen-ťün                                                                                       | Sportovní střelba       | Ženy 10 metrů vzduchová pistole          |
| Zlato   | Che C' Wu Min-sia                                                                                 | Skoky do vody           | Ženy synchronizované skoky z prkna 3 m   |
| Zlato   | Cchao Jüan Čang Jen-čchüan                                                                        | Skoky do vody           | Muži synchronizované skoky z věže 10 m   |
| Zlato   | Li Süe-jing                                                                                       | Vzpírání                | Ženy 58 kg                               |
| Zlato   | Čchen I-ping Feng Če Kuo Wej-jang Čang Čcheng-lung Cou Kchaj                                      | Sportovní gymnastika    | Družstvo mužů                            |
| Zlato   | Čchen Žuo-lin Wang Hao                                                                            | Skoky do vody           | Ženy synchronizované skoky z věže 10 m   |
| Zlato   | Lej Šeng                                                                                          | Šerm                    | Muži fleret                              |
| Zlato   | Jie Š'-wen                                                                                        | Plavání                 | Ženy 200 m polohový závod                |
| Zlato   | Lin Čching-feng                                                                                   | Vzpírání                | Muži 69 kg                               |
| Zlato   | Luo Jü-tchung Čchin Kchaj                                                                         | Skoky do vody           | Muži synchronizované skoky z prkna 3 m   |
| Zlato   | Li Siao-sia                                                                                       | Stolní tenis            | Ženy dvouhra                             |
| Zlato   | Lü Siao-ťün                                                                                       | Vzpírání                | Muži 77 kg                               |
| Zlato   | Ťiao Liou-jang                                                                                    | Plavání                 | Ženy 200 m motýlek                       |
| Zlato   | Čang Ťi-kche                                                                                      | Stolní tenis            | Muži dvouhra                             |
| Zlato   | Tung Tung                                                                                         | Skoky na trampolíně     | Muži                                     |
| Zlato   | Čang Nan Čao Jün-lej                                                                              | Badminton               | Mix čtyřhra                              |
| Zlato   | Li Süe-žuej                                                                                       | Badminton               | Ženy dvouhra                             |
| Zlato   | Tchien Čching Čao Jün-lej                                                                         | Badminton               | Ženy čtyřhra                             |
| Zlato   | Čchen Ting                                                                                        | Atletika                | Muži chůze na 20 km                      |
| Zlato   | Sun Jang                                                                                          | Plavání                 | Muži 1500 m volný styl                   |
| Zlato   | Li Na Luo Siao-ťüan Sun Jü-ťie Sü An-čchi                                                         | Šerm                    | Družstvo žen kord                        |
| Zlato   | Lin Tan                                                                                           | Badminton               | Muži dvouhra                             |
| Zlato   | Cou Kchaj                                                                                         | Sportovní gymnastika    | Muži prostná                             |
| Zlato   | Cchaj Jün Fu Chaj-feng                                                                            | Badminton               | Muži čtyřhra                             |
| Zlato   | Čou Lu-lu                                                                                         | Vzpírání                | Ženy +75 kg                              |
| Zlato   | Wu Min-sia                                                                                        | Skoky do vody           | Ženy skoky z prkna 3 m                   |
| Zlato   | Sü Li-ťia                                                                                         | Jachting                | Ženy třída Laser Radial                  |
| Zlato   | Feng Če                                                                                           | Sportovní gymnastika    | Muži bradla                              |
| Zlato   | Teng Lin-lin                                                                                      | Sportovní gymnastika    | Ženy kladina                             |
| Zlato   | Tching Ning Kuo Jüe Li Siao-sia                                                                   | Stolní tenis            | Ženy družstvo                            |
| Zlato   | Wang Chao Čang Ťi-kche Ma Lung                                                                    | Stolní tenis            | Muži družstvo                            |
| Zlato   | Wu Ťing-jü                                                                                        | Taekwondo               | Ženy 49 kg                               |
| Zlato   | Čchen Žuo-lin                                                                                     | Skoky do vody           | Ženy skoky z věže 10 m                   |
| Zlato   | Cou Š’-ming                                                                                       | Box                     | Muži váha lehká muší do 49 kg            |
| Stříbro | Wei Ning                                                                                          | Sportovní střelba       | Ženy skeet                               |
| Stříbro | Fang Yuting Cheng Ming Xu Jing                                                                    | Lukostřelba             | Ženy družstvo                            |
| Stříbro | Lu Ying                                                                                           | Plavání                 | Ženy 100 m motýlek                       |
| Stříbro | Wu Jingbiao                                                                                       | Vzpírání                | Muži 56 kg                               |
| Stříbro | Sun Jang                                                                                          | Plavání                 | Muži 200 m volný styl                    |
| Stříbro | Sü Li-li                                                                                          | Judo                    | Ženy 63 kg                               |
| Stříbro | Chen Ying                                                                                         | Sportovní střelba       | Ženy 25 metrů sportovní pistole          |
| Stříbro | Ting Ning                                                                                         | Stolní tenis            | Ženy dvouhra                             |
| Stříbro | Lu Haojie                                                                                         | Vzpírání                | Muži 77 kg                               |
| Stříbro | Gong Jinjie Guo Shuang                                                                            | Cyklistika              | Družstvo žen sprint                      |
| Stříbro | Wang Chao                                                                                         | Stolní tenis            | Muži dvouhra                             |
| Stříbro | Xu Chen Ma Jin                                                                                    | Badminton               | Mix čtyřhra                              |
| Stříbro | Guo Shuang                                                                                        | Cyklistika              | Ženy keirin                              |
| Stříbro | Huang Wenyi Xu Dongxiang                                                                          | Veslování               | Ženy dvojka bez kormidelníka lehkých vah |
| Stříbro | Wang Yihan                                                                                        | Badminton               | Ženy dvouhra                             |
| Stříbro | Huang Shanshan                                                                                    | Skoky na trampolíně     | Ženy                                     |
| Stříbro | He Zi                                                                                             | Skoky do vody           | Ženy skoky z prkna 3 m                   |
| Stříbro | Chen Yibing                                                                                       | Sportovní gymnastika    | Muži kruhy                               |
| Stříbro | He Kexin                                                                                          | Sportovní gymnastika    | Ženy bradla                              |
| Stříbro | Sui Lu                                                                                            | Sportovní gymnastika    | Ženy kladina                             |
| Stříbro | Qin Kai                                                                                           | Skoky do vody           | Muži skoky z prkna 3 m                   |
| Stříbro | Jing Ruixue                                                                                       | Zápas                   | Ženy volný styl do 63 kg                 |
| Stříbro | Ren Cancan                                                                                        | Box                     | Ženy váha muší do 51 kg                  |
| Stříbro | Hou Yuzhuo                                                                                        | Taekwondo               | Ženy 57 kg                               |
| Stříbro | Chang Si Chen Xiaojun Huang Xuechen Jiang Tingting Jiang Wenwen Liu Ou Luo Xi Sun Wenyan Wu Yiwen | Synchronizované plavání | Ženy družstvo                            |
| Stříbro | Qiu Bo                                                                                            | Skoky do vody           | Muži skoky z věže 10 m                   |
| Stříbro | Cao Zhongrong                                                                                     | Moderní pětiboj         | Muži                                     |
| Stříbro | Qieyang Shijie                                                                                    | Atletika                | Ženy chůze na 20 km                      |
| Stříbro | Kung Li-ťiao                                                                                      | Atletika                | Ženy vrh koulí                           |
| Bronz   | Li Xuanxu                                                                                         | Plavání                 | Ženy 400 m polohový závod                |
| Bronz   | Yu Dan                                                                                            | Sportovní střelba       | Ženy 10 metrů vzduchová puška            |
| Bronz   | Sun Jü-ťie                                                                                        | Šerm                    | Ženy kord                                |
| Bronz   | Hao Yun Li Yunqi Jiang Haiqi Sun Jang Lü Zhiwu Dai Jun                                            | Plavání                 | Muži štafeta 4 x 200 m volný styl        |
| Bronz   | Tang Yi                                                                                           | Plavání                 | Ženy 100 m volný styl                    |
| Bronz   | Ding Feng                                                                                         | Sportovní střelba       | Muži 25 metrů rychlopalná pistole        |
| Bronz   | Lu Chunlong                                                                                       | Skoky na trampolíně     | Muži                                     |
| Bronz   | Dai Xiaoxiang                                                                                     | Lukostřelba             | Muži jednotlivci                         |
| Bronz   | Tchung Wen                                                                                        | Judo                    | Ženy nad 78 kg                           |
| Bronz   | He Wenna                                                                                          | Skoky na trampolíně     | Ženy                                     |
| Bronz   | Wang Čen                                                                                          | Atletika                | Muži chůze na 20 km                      |
| Bronz   | Li Jen-feng                                                                                       | Atletika                | Ženy hod diskem                          |
| Bronz   | Čchen Lung                                                                                        | Badminton               | Muži dvouhra                             |
| Bronz   | Wang Zhiwei                                                                                       | Sportovní střelba       | Muži 50 metrů libovolná pistole          |
| Bronz   | Li Ling                                                                                           | Atletika                | Ženy vrh koulí                           |
| Bronz   | Cou Kchaj                                                                                         | Sportovní gymnastika    | Muži hrazda                              |
| Bronz   | Huang Xuechen Liu Ou                                                                              | Synchronizované plavání | Ženy dvojice                             |
| Bronz   | Guo Shuang                                                                                        | Cyklistika              | Ženy sprint                              |
| Bronz   | He Chong                                                                                          | Skoky do vody           | Muži skoky z prkna 3 m                   |
| Bronz   | Li Jinzi                                                                                          | Box                     | Ženy váha střední do 75 kg               |
| Bronz   | S' Tchien-feng                                                                                    | Atletika                | Muži chůze na 50 km                      |
| Bronz   | Liu Xiaobo                                                                                        | Taekwondo               | Muži +80 kg                              |

## Jednotlivé sporty

### Tenis
| Sportovec            | Soutěž         | 64 hráčů v kole                   | 32 hráčů v kole                                        | 16 hráčů v kole                                                    | Čtvrtfinále                                     | Semifinále      | Finále          | Pořadí  |
| Sportovec            | Soutěž         | Soupeř výsledek                   | Soupeř výsledek                                        | Soupeř výsledek                                                    | Soupeř výsledek                                 | Soupeř výsledek | Soupeř výsledek | Pořadí  |
| -------------------- | -------------- | --------------------------------- | ------------------------------------------------------ | ------------------------------------------------------------------ | ----------------------------------------------- | --------------- | --------------- | ------- |
| Li Na                | ženská dvouhra | Hantuchová (SVK) · 2–6, 6–3, 3–6  |                                                        |                                                                    |                                                 |                 |                 | 33.–64. |
| Pcheng Šuaj          | ženská dvouhra | Sieová (TPE) · 6–3, 6–7(3–7), 7–5 | Kvitová (CZE) · 5–7, 6–2, 1–6                          |                                                                    |                                                 |                 |                 | 17.–32. |
| Čeng Ťie             | ženská dvouhra | Petrovová (RUS) · 4–6, 6–7(7–9)   |                                                        |                                                                    |                                                 |                 |                 | 33.–64. |
| Pcheng Šuaj Čeng Ťie | ženská čtyřhra |                                   | Cornetová / · Mladenovicová (FRA) · 6–1, 6–7(3–7), 6–3 | Llagosteraová Vivesová / · Martínezová Sánchezová (ESP) · 6–4, 6–2 | Kirilenková / · Petrovová (RUS) · 5:7, 7:6, 4:6 |                 |                 | 5.–8.   |
| Li Na Čang Šuaj      | ženská čtyřhra |                                   | Dulková / · Suárezová (ARG) · 6–4, 6–2                 | Hlaváčková / · Hradecká (CZE) · 3–6, 1–6                           |                                                 |                 |                 | 9.–16.  |